# Eretmocerus serius
Eretmocerus serius är en stekelart som beskrevs av Filippo Silvestri 1927. Eretmocerus serius ingår i släktet Eretmocerus och familjen växtlussteklar. Inga underarter finns listade i Catalogue of Life.